# Spermatogonio
Lo spermatogonio è una cellula giovane, presente alla membrana basale del tubulo seminifero. Ha come corrispondente femminile l'ovogonio. 
Dalla nascita fino alla fase puberale l'individuo presenta al livello della gonade gli spermatogoni A, che costituiscono una riserva di cellule seminali con corredo genetico di tipologia diploide non mature e incapaci di fecondare gli ovociti. Essi, in seguito a stimoli ormonali, vanno incontro a maturazione.
Durante l'attività sessuale del maschio, e per tutta la vita fertile, gli spermatogoni si moltiplicano per mitosi, in modo da costituire una riserva stabile (spermatogoni A). Gli spermatogoni B, che derivano dalla divisione e specializzazione degli spermatogoni A, si dividono per mitosi generando spermatociti di primo ordine. Questi, dopo una prima divisione meiotica, generano spermatociti di secondo ordine, che, dopo una seconda divisione meiotica, daranno origine a 4 spermatidi aploidi per ogni spermatocita di primo ordine che fa meiosi; dopo un processo di spermiogenesi, gli spermatidi maturano in spermatozoidi.
Quindi, alla base del tubulo, si possono distinguere due differenti tipi di spermatogoni, in base alla organizzazione della cromatina: gli spermatogoni seminali, che hanno una elevata percentuale di eterocromatina; quelli invece impegnati nella spermatogenesi sono caratterizzati da una maggiore quantità di eucromatina (più decondensata e più trascrivibile). Il secondo tipo di spermatogoni deriva dalla proliferazione dei primi, secondo un tipo di programmazione che è tipico di ciascuna specie.